# Breogan
Breogan lub Bregan – mityczny celtycki król z północno-zachodniej hiszpańskiej Galicji, syn Bratha (Briganos Maccos Brattae). 
Istnieją różne wersje tradycji tego mitologicznego ojca galicyjskiego narodu. Według gaelickiej kompilowanej legendy i tradycji historycznej w XI w., Lebor Gabála Érenn („Księga najazdów Irlandii”), król Breogan zbudował w Brigantium (starożytne celtyckie miasto nieznanej lokalizacji; być może Betanzos, A Coruña lub portugalska? Braganza według innych uczonych) masywną wieżę takiej wielkiej wysokości, że Ith i Bile, jego synowie, mogli zobaczyć odległy zielony brzeg z jego szczytu. Przelotne spojrzenie odległej zielonej wyspy zwabiło ich, by żeglować na północ do Irlandii. Tam oni zostali zatrzymani przez królów Tuatha Dé Danann (starożytne plemię, które zajęło Irlandię przed Celtami), którzy wciągnęli ich w zasadzkę, w której zginął Ith. To wydarzenie niechybnie doprowadziło do najazdu na Irlandię przez Milezjan, synów Mileda. Ta opowieść przeważnie została opisana w ostatnim rozdziale sagi, odnośnie do Milezjan lub synów Mila. Była to ostatnia fala najeźdźców według irlandzkiej mitologii. Podobną do niej historię podaje saga o mnichu, który zobaczył zieloną wyspę ze szczytu wieży Brigantia. Była ona napisana w IX lub X w. w Galicji. Manuskrypt nazywa się Trezenzonii de Solistitionis Insula Magna („Trezenzon Mnich i Duża Wyspa”).
Galicja bywa poetycko opisywana, jako dom Breogána (galicyjski: fogar de Breogán). Ziemia zaś jest opisywana w hymnie Galicji, Os Pinos. Wielki posąg Breogana wzniesiono w pobliżu Wieży Herkulesa. W Madrycie, stolicy Hiszpanii, znajduje się park Parque de Breogán, nazwany na cześć Breogana.

## Potomstwo
Breogan pozostawił po sobie dziesięciu synów:
- Brego, miał syna Tigernbarda, a przez niego trzech wnuków: Bresa, Buasa i Buaigne’a
- Bile, żonaty z Buan, ojciec Mileda (Mila), eponima Milezjan i przodka wielu rodów żyjących do dziś
- Blad
- Cualu
- Cuailgne, eponim Sliab Cuailgne
- Fuat (Fuad), eponim Sliab Fuait (Slieve Fuad)
- Muirthemne
- Eibleo
- Ith, pozostawił po sobie syna Lugaida, a przez niego wiele potomków, żyjących do dziś
- Nar